# Kvinde med papegøje
Kvinde med papegøje (fransk: La Femme au perroquet) er et oliemaleri fra 1866 af den franske maler Gustave Courbet.
Maleriet blev præsenteret i Parisersalonen i 1866 og blev ikke vel modtaget. Det blev kritiseret for både mangel på smag såvel og kvindens skandaløse positur og pjuskede hår. Mange senere kunstnere deler ikke denne holdning, lige som nogle samtidige lod sig inspirerer af det. Paul Cézanne bar et fotografi af det i sin pung, og samme år som billedet blev udstillet malede Édouard Manet et billede med samme titel: en anerkendelse af Courbets talent, omend Manets kvinde var fuldt påklædt.
Modellen er ukendt, men hun stod også model til Den unge badende (La jeune baigneuse – 1866) og Kvinden i bølgerne (La Femme dans les vagues – 1868).
Kvinde med papegøje er udstillet på Metropolitan Museum of Art  i New York.